# Làng tre Phú An
Làng tre Phú An là khu bảo tồn tre lớn nhất và đầu tiên của Việt Nam. Tên đầy đủ là Khu Bảo tàng sinh thái tre và bảo tồn thực vật Phú An.

## Tổng quan
Làng tre Phú An cách TP. Hồ Chí Minh khoảng 42 km và cách TP. Thủ Dầu Một khoảng 11 km, vị trí nằm tại số 124, đường 744, xã Phú An, thành phố Bến Cát, tỉnh Bình Dương. Khu bảo tồn tre có diện tích 10,0 ha, với 300 mẩu, gồm 17 giống tre, trúc, nứa, chiếm khoảng 90% giống tre Việt Nam, nhiều giống quý như phyllostachys, bambusa, teinostachyum, mai ống, vàng sọc, tre vuông, mạy muồi, luồng, vầu, trúc Cao Bằng, tre mét, hóp,...Tre tập trung thành 1.500 bụi tre.
Làng tre về chức năng được chia làm 2 khu vực: khu vực bảo tồn và khu nghiên cứu. Địa hình của khu được tạo thành gò đất đối với các giống vùng cao và thấp trũng với các giống sống ở vùng sông nước. Hệ thống nước tưới tiêu được thiết kế bởi kỹ sư người Pháp Jacques Gurgand theo phương pháp tưới nhỏ giọt.
Đây là khu bảo tồn hệ sinh thái tre xanh đầu tiên của Việt Nam và Đông Nam Á, với khoảng 1500 bụi tre bao gồm hơn 300 mẫu tre thuộc 17 giống khác nhau. Chiếm gần 90% các giống tre đặc chủng có mặt tại Việt Nam, trong đó có nhiều giống quý hiếm.

## Lịch sử
Dự án được hình thành dựa trên ý tưởng khoa học của Tiến sĩ Diệp Thị Mỹ Hạnh, giảng viên Trường Đại học Khoa học Tự nhiên – Đại học Quốc gia TP. HCM từ năm 1999. Năm 2003, Dự án Khu bảo tàng sinh thái tre và bảo tồn thực vật Phú An (Làng tre Phú An) ra đời. Dự án là chương trình hợp tác giữa UBND tỉnh Bình Dương, vùng Rhône - Alpes (Pháp), Vườn thiên nhiên Pilat (Pháp) và Trường Đại học Khoa học Tự nhiên - Đại học Quốc gia TP. HCM. Chính quyền vùng Rhône - Alpes đã tài trợ 600.000 euro, chính quyền tỉnh Bình Dương đã cấp 10 ha đất cho bà Hạnh.
Khu được xây dựng năm 2004 và vào năm 2008 đưa vào khai thác du lịch. Năm 2016, Làng tre Phú An được công nhận là thành viên của Hiệp hội các Vườn thực vật nói tiếng Pháp. Vào tháng 9 năm 2022, Hội tre Thế giới chọn Làng tre Phú An là nơi tổ chức Hội thảo Tre thế giới lần thứ tư. Theo một thống kê tính đến năm 2021, Làng tre Phú An hàng năm đón hơn 30.000 lượt khách đến để tham quan và nghiên cứu.

### Giải thưởng
Năm 2010, Làng tre Phú An nhận Giải thưởng Xích đạo (Equator Prize) của Liên hợp quốc về đa dạng sinh học, phục vụ cho phát triển cộng đồng, ứng phó với biến đổi khí hậu.
Năm 2016 được công nhận là thành viên của Hiệp hội các Vườn thực vật nói tiếng Pháp trên thế giới.